# بن زرد (شیراز)
بن زرد (شیراز)، روستایی از توابع بخش ارژن شهرستان شیراز در استان فارس ایران است.

## جمعیت
این روستا در دهستان کوه مره سرخی قرار دارد و براساس سرشماری مرکز آمار ایران در سال ۱۳۸۵، جمعیت آن ۱۳۴ نفر (۲۷خانوار) بوده‌است.